# تیپ ۳۵ چترباز

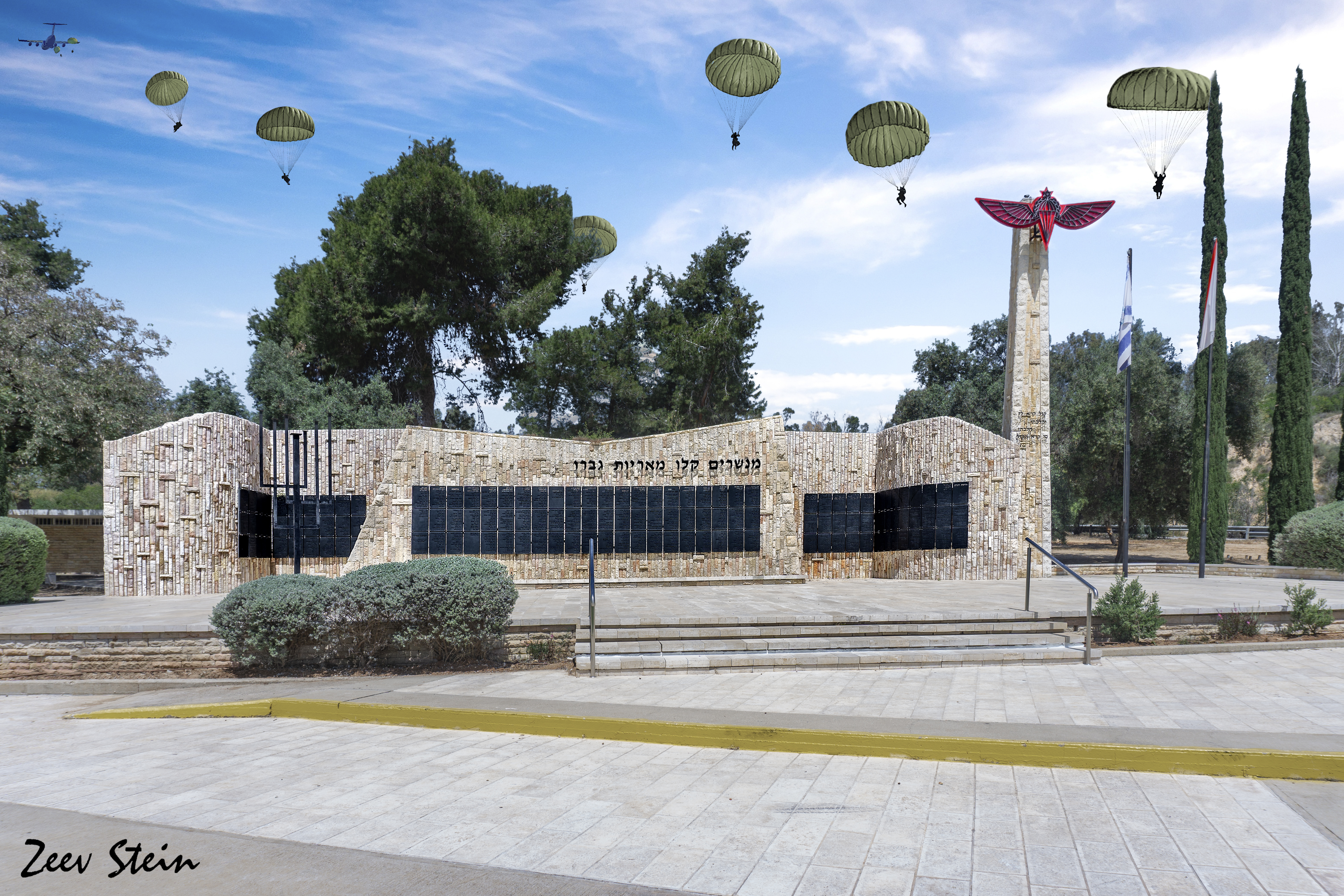
چتربازان تیپ ۳۵ در محل یادبود این تیپ، نزدیکی گدرا در سال ۲۰۱۵

تیپ ۳۵ چترباز (عبری: חֲטִיבַת הַצַּנְחָנִים‎) تیپ هوابرد و پیاده‌نظام چترباز نیروی زمینی اسرائیل، زیرمجموعه لشکر ۹۸ چترباز و تحت امر سپاه پیاده است، که در سال ۱۹۵۵ تأسیس شد.
این یگان یک واحد گزینشی است که پس از آزمون‌های بدنی و مصاحبه، نیروهای جدید را می‌پذیرد و از داوطلبان تشکیل شده است. این واحد بخش عمده‌ای از سپاه پیاده‌نظام نیروی زمینی اسرائیل را تشکیل می‌دهد و سابقه انجام عملیات ویژه از دهه ۱۹۵۰ به بعد را دارد. سربازان این تیپ، کلاه‌های خرمایی رنگ به همراه سنجاق سینه و چکمه‌های خرمایی رنگ سپاه پیاده‌نظام را می‌پوشند.
به عنوان بخشی از سنت منحصر به فرد نیروهای دفاعی اسرائیل، سربازان آن یک تونیک و کمربند روی پیراهن‌های خود می‌پوشند. ارتش اسرائیل همواره چهار تیپ چترباز ذخیره، در حال حاضر تیپ‌های ۵۵، ۲۲۶، ۵۵۱ و ۶۴۶، را در اختیار دارد که پرسنل ثبت نام شده آنها شامل سربازان ذخیره‌ای است که خدمت اجباری نظامی خود را در تیپ ۳۵ به پایان رسانده‌اند.
تیپ ۳۵ چترباز در بحران سوئز، جنگ شش‌روزه، جنگ فرسایش‌زا، عملیات انتبه، انتفاضه دوم، جنگ اسرائیل و لبنان، جنگ غزه، ربایش و قتل سه نوجوان اسرائیلی، نبرد ۲۰۱۴ اسرائیل و غزه، جنگ غزه و حمله اسرائیل به لبنان به‌عنوان یگان عمل‌کننده حضور داشت.